# Obersetzen

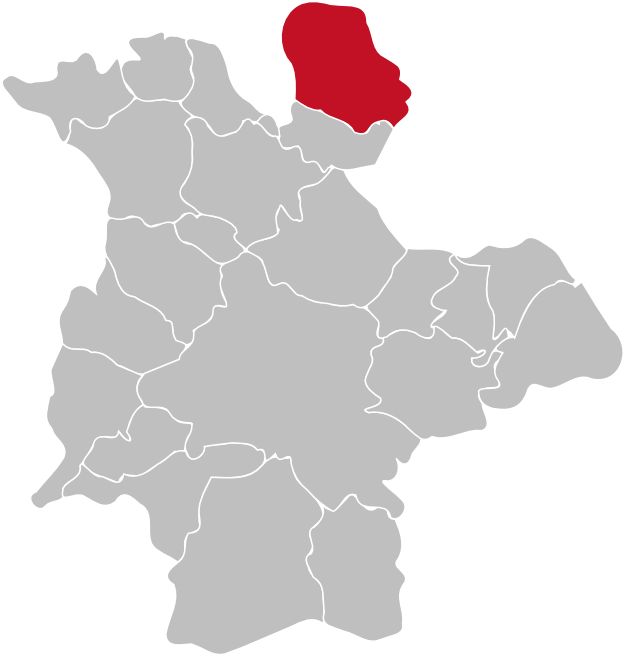
Os bairros da cidade de Siegen e a localização de Obersetzen (em vermelho)

Obersetzen é um bairro (Stadtteil) da cidade de Siegen, na Alemanha.
O mais antigo documento a mencionar Obersetzen — então uma aldeia independente — data de 1300, quando a localidade se chamava "communitas setze". Em 30 de março de 1774, um dia após o domingo de Páscoa, a pequena aldeia foi inteiramente consumida por um incêndio. Até 1° de julho de 1966, Obersetzen era um município independente que pertencia à associação de municípios (Amt) de Netphen. Com a reforma territorial, válida a partir desta data, a localidade foi incorporada à cidade de Hüttental, a qual, por sua vez, com a reforma territorial de 1° de janeiro de 1975, foi incorporada à cidade de Siegen.
O bairro encontra-se no vale do córrego Setze, no distrito municipal (Stadtbezirk) I (Geisweid) da cidade de Siegen, e faz fronteira com as seguintes localidades: ao sul, com o bairro de Niedersetzen; a sudeste, com cidade de Netphen; a norte, leste e oeste, com a cidade de Kreuztal. Obersetzen contava, em 31 de dezembro de 2015, com uma população de 856 habitantes.